# Фондација Привредник
Српско привредно друштво Фондација "Привредник" (крaће Фондација Привредник) је фондација и задужбина из Новог Сада која се бави стипендирањем надарених ученика и студената.
Основана је као Хуманитарни фонд Привредник дана 23. фебруара 1993. године у Новом Саду, у жељи настављања дела великог добротвора Владимира Матијевића и обнове племените идеје Српског привредног друштва „Привредник“. Назив је промењен у новембру 2011. године.
Чланови Управног одбора су Патријарх српски Порфирије (председник), Игор Павличић, Вујадин Масникоса, Берислав Поповић, др Илија Ћосић, Огњен Мучибабић и Сања Петрић.

## Оснивање
Уговор о оснивању 20. јануара 1993. године у Новом Саду потписали су: Удружење Привредникових питомаца „Владимир Матијевић“, Матица српска, Српска академија наука и уметности, Матица исељеника Војводине, Задруга Срба Привредника, Принц Томислав Карађорђевић, епископ шумадијски Сава, Дејан Медаковић, Берислав Берић и др.
За првог председника изабран је Принц Томислав Карађорђевић, а за потпредседнике епископ шумадијски Сава Вуковић и академик Берислав Берић.
Као оснивачи Фондације уписани су Матица српска, САНУ и Српска православна црква.

## Активности
У Новом Саду је 27. априла 2010. године потписан протокол о сарадњи с Српским привредним друштвом "Привредник" из Загреба. Овом протоколом две организације су се сугласиле да новосадски Привредник преузима сва права и обавезе Српског привредног друштва Привредник основаног 1897. године у Загребу на територијама Републике Србије и Републике Српске док загребачки Привредник преузима сва иста права и обавезе на територији Републике Хрватске.
У Новом Саду је 2. октобра 2012. године потписан протокол о сарадњи с Владом АП Војводине с циљем сарадње у спровођењу програма и пројеката школовања даровитих, а сиромашних ученика и студената слабијег имовинског стања или без родитељског старања.

## Питомци и штићеници
У ХФ „Привредник“ је до данас примљено преко 2000 питомаца и штићеника.
| Генерација | Година | Број питомаца |
| ---------- | ------ | ------------- |
| 1.         | 1993.  | 12            |
| 2.         | 1994.  | 38            |
| -          | 1995.  | 0             |
| 3.         | 1996.  | 84            |
| 4.         | 1997.  | 109           |
| 5.         | 1998.  | 133           |
| 6.         | 1999.  | 158           |
| 7.         | 2000.  | 174           |
| 8.         | 2001.  | 111           |
| 9.         | 2002.  | 150           |
| 10.        | 2003.  | 128           |

| Генерација | Година | Број питомаца |
| ---------- | ------ | ------------- |
| 11.        | 2004.  | 185           |
| 12.        | 2005.  | 214           |
| 13.        | 2006.  | 186           |
| 14.        | 2007.  | 188           |
| 15.        | 2008.  | 128           |
| 16.        | 2009.  | 56            |
| 17.        | 2010.  | 44            |
| 18.        | 2011.  | 32            |
| 19.        | 2012.  | 54            |
| 20.        | 2013.  | 203           |

### Удружење питомаца
У Новом Саду је 3. фебруара 2010. године основано "Српско привредно друштво Привредник" Удружење питомаца које окупља бивше питомце и штићенике Фондације од 1993. године до данашњих дана. Удружење је основано с циљем афирмације, развоја и унапређења савременог уметничког стваралаштва, неговања традиције, културе, мултикултуралности, развоја креативности и подизања нивоа културне свести, економског развоја, међурегионалне сарадње и јачања веза са дијаспором. За првог председник удружења изабран је Вујадин Масникоса.